# Kreinberg
Kreinberg ist ein Ortsteil der Gemeinde Nachrodt-Wiblingwerde im Märkischen Kreis im Regierungsbezirk Arnsberg in Nordrhein-Westfalen (Deutschland).

## Lage und Beschreibung
Der Wohnplatz befindet sich östlich des Höhendorfs Wiblingwerde in Hanglage oberhalb des Kreinberger Bachs, eines Zuflusses der Lenne. In dem Ort befindet sich ein landwirtschaftlicher Betrieb mit 48 Hektar Land- und Forstwirtschaft, 50 Milchkühen und Hühnerhaltung sowie agrartouristischen Angeboten.
Nachbarorte sind neben Wiblingwerde die Ortslagen und Wohnplätze Eilerde, Brantenhahn, Höchsten, Helbecke, Opperhusen, Stübbecken, Hallenscheid, Buchholz und Eickhoff.

## Geschichte
Kreinberg wurde erstmals im Jahr 1707 als Creynberg urkundlich erwähnt. Der Ortsname ist eine Ableitung von Krähenberg. Weitere Nennungen sind Kreinnberg (1710), Creyenberg (1724), Creymberg / Kreinberg (1728) und Kreinberg (1733). Ab 1810 wird der Ort durchgehend Kreinberg genannt.
Aus Kreinberg stammt der Kornspeicher aus dem Jahr 1597, der 1938 zu dem neuen Standort auf dem Wiblingwerder Schulhof transloziert wurde. Durch das Gebäude ist die Existenz des Ortes im auch schon im 16. Jahrhundert belegt. Im Kreinberg stand darüber hinaus der Wiblingwerder Galgen.
Kreinberg gehörte bis zum 19. Jahrhundert dem Kirchspiel, Amt, Rezeptur und Landgericht Altena der Grafschaft Mark an. Ab 1816 war der Ort Teil des Schulbezirks Wiblingwerde der Steuergemeinde Wiblingwerde der Landbürgermeisterei Altena im Kreis Altena, 1818 lebten 18 Einwohner im Ort. Der laut der Ortschafts- und Entfernungs-Tabelle des Regierungs-Bezirks Arnsberg als Bauernhof kategorisierte Ort besaß 1839 drei Wohnhäuser und vier landwirtschaftliche Gebäude. Zu dieser Zeit lebten 20 Einwohner im Ort, allesamt evangelischen Bekenntnisses.
Auf den Handrissen (Mensalblätter) zur Karte der Grafschaft Mark von Eversmann wird der Ort um 1795 als Krahenberg beschriftet. Er ist auf der Preußischen Uraufnahme von 1839 und ab der Preußischen Neuaufnahme von 1892 auf Messtischblättern der TK25 durchgehend als Kreinberg verzeichnet.
Die Gemeinde- und Gutbezirksstatistik der Provinz Westfalen führt 1871 den Ort mit drei Wohnhäusern und 25 Einwohnern auf. Das Gemeindelexikon für die Provinz Westfalen gibt 1885 für Kreinberg eine Zahl von 25 Einwohnern an, die in drei Wohnhäusern lebten. 1895 besaß der Ort drei Wohnhäuser mit 21 Einwohnern.
1905 werden drei Wohnhäuser und 17 Einwohner angegeben.
Am 1. April 1907 wurden die Gemeinden Wiblingwerde und Kelleramt zu der Gemeinde Nachrodt-Wiblingwerde vereint, wodurch Kreinberg zum heutigen Gemeindegebiet kam.